# 北極海航路

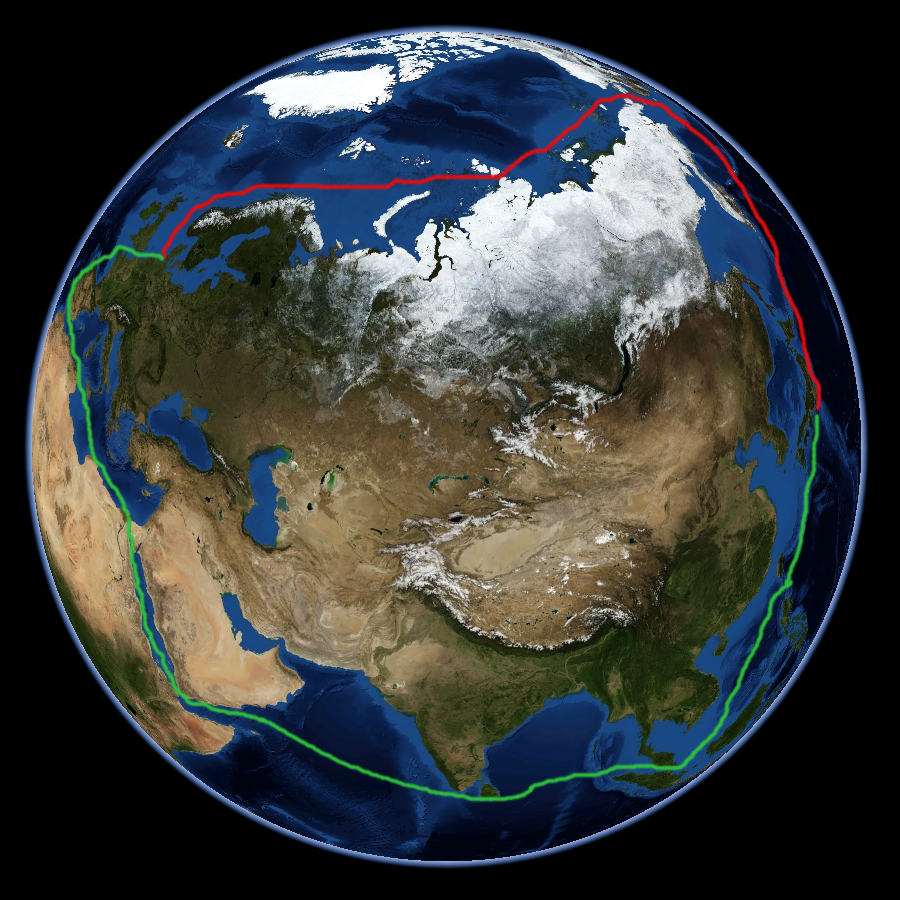
日本の東京とドイツのハンブルクを結ぶ航路。緑線はマラッカ海峡・スエズ運河経由の一般的な航路、赤線がユーラシア大陸の北を回る北極海航路。

北極海航路（ほっきょくかいこうろ、英語: Northern Sea Route、NSR、ロシア語: Се́верный морско́й путь、ラテン転記例：Severnii morskoi put）は、ユーラシア大陸北方（ロシア連邦シベリア沖）の北極海を通って大西洋側と太平洋側を結ぶ航路である。
北極海を通り、ヨーロッパとアジアを結ぶ最短航路（大圏航路）のうちの一つで、ヨーロッパから北西に向かい北アメリカ大陸の北を回って大西洋と太平洋を結ぶ「北西航路」と対をなす。20世紀初頭以前のヨーロッパでは、ヨーロッパから北東方向へ向かいアジアに至るために「北東航路」（Northeast Passage）と呼ばれていた。現代のロシアにおける呼称は「北方航路」であり、「Северный морской путь」の各単語の頭を採って「セヴモルプーチ」（Севморпуть；Sevmorput）とも略される。
この航路の大部分を占める北極海は海氷・流氷に覆われる季節が長く、20世紀まで航路として使われることは少なかった。近年の地球温暖化による影響か、年間で夏期のみ船が海氷域に入らず航行できるようになった。全地球的な気候変動により北極圏が温暖化し、北極海の海氷の範囲が縮小し、氷結する期間も減っているため、航行可能な期間が長くなりつつある。こうした「開通」期間は年によって変わり、2020年は88日間（8月2日 - 10月28日）で最長となった。時季によっては、砕氷船も投入される。ロシア北極圏のヤマル半島からアジアへの液化天然ガス（LNG）輸出が始まったこともあり、北極海航路で運ばれた総貨物量は2020年に約3300万トンと15倍程度に増えた。
この航路は、ソマリア沖やマラッカ沖の海賊に悩まされるアデン湾やマラッカ海峡経由の航路より短い上に治安も悪くなく、大型船舶でなければロシア北方の資源をアジアやヨーロッパに運ぶのに適しているため、物流や地政学の面で注目されている。

## 歴史

### ロシア北方の海路

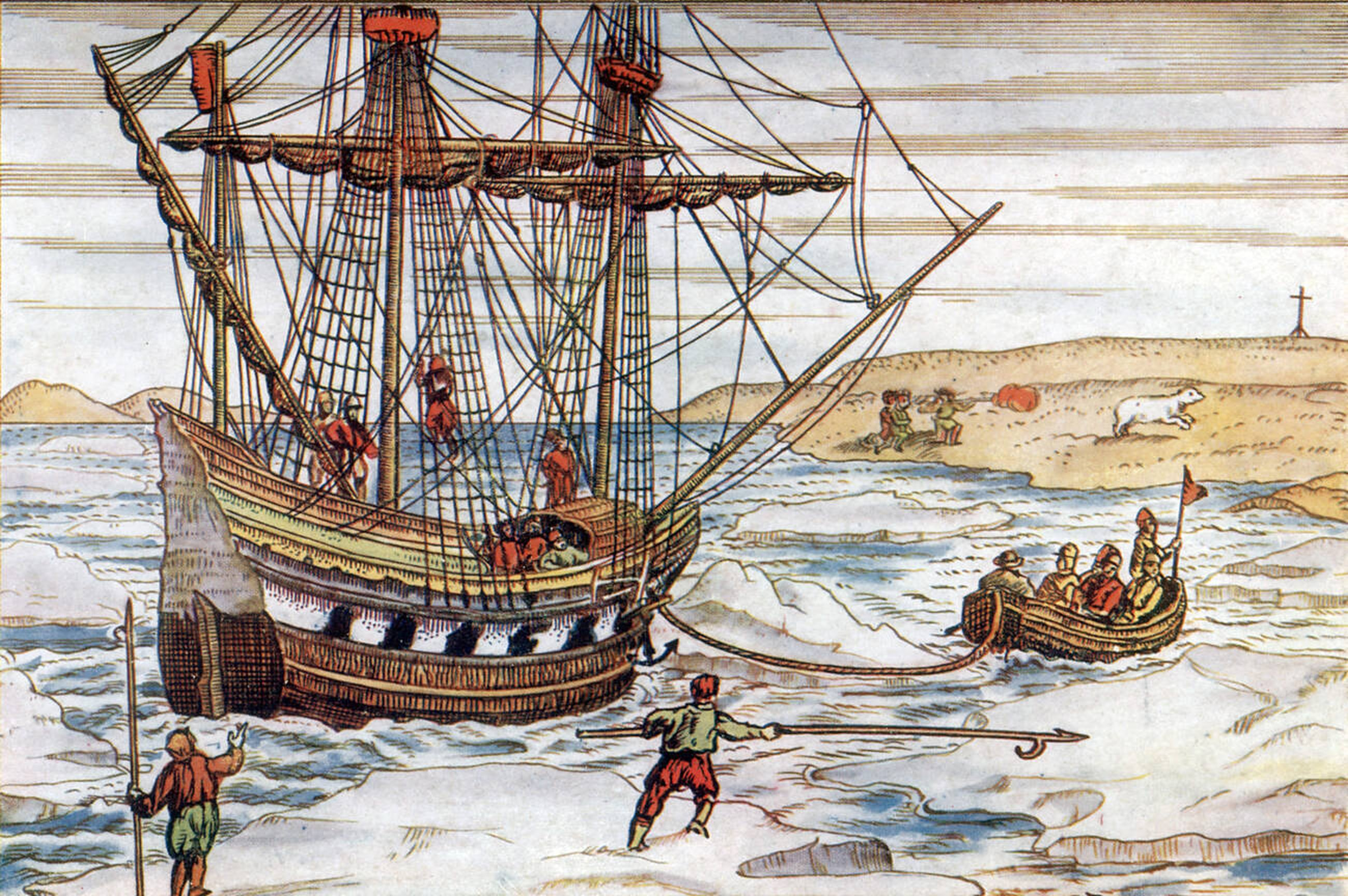
ウィレム・バレンツの航海。氷に閉じ込められ動けなくなった帆船。

バレンツの作成した北極海地図

ロシア人の北極海航路開拓への当初の動機は、経済的な理由であった。ロシアでは、大西洋と太平洋をユーラシア大陸の北方で結ぶ航路があるかもしれないという仮説が1525年に外交官ゲラシモフによって提唱された。しかしこれより前に、白海沿岸に移住したロシア人の開拓民や商人（ポモール）が、早くとも11世紀ごろから北極海沿岸の航路の一部を探検している。16世紀から17世紀にはアルハンゲリスクからエニセイ川河口に至る航路が確立された。北極海航路の先駆的存在であるこの航路は、東の終点に当たる交易地マンガゼヤの名を採ってマンガゼヤ航路（Mangazeya seaway）とよばれており、ポモール商人たちが短い夏の間にこの航路を往復してシベリアで採取される毛皮やセイウチの牙などを運び、アルハンゲリスクでノルウェーやイギリス、デンマークの商人たちに売った（ポモール貿易）。
一方、16世紀から17世紀には、ヨーロッパ北部諸国（イギリス、オランダ、デンマーク、ノルウェー）が相次いでロシア北方の海を探検した。当時、喜望峰回りやメキシコ経由など、インドや中国とヨーロッパを結ぶ海路はスペインとポルトガルが押さえていたため、後発の諸国は最短距離となるはずの北極海経由の仮説上の航路を見つけようとしていた。
当時の西欧の人々は、沈まない白夜の太陽が夏の数ヶ月間北極圏を照らし続けることにより北極海の氷が溶け、西欧から北極点を通って太平洋の中国やモルッカ諸島へ直行できる海路が開くと信じていた。ロシア・シベリア北方の「北東航路」探検は、北アメリカ北方の「北西航路」探検に劣らず熱心に行われ、羅針盤や天測儀など航行用器具の発達がこれを後押しした。キタイ（北中国）の北沖を通ると考えられた北東航路沿岸にはキタイの文化の影響を受けた文明的な住民がおり、欧州の織物などの輸出先となるかもしれないという期待から、最初は北西航路よりも北東航路探索が有望とみなされた。北極海経由の太平洋への到達の試みは全て失敗に終わったが、この過程で北極海に浮かぶ島々が次々と発見された。
スペインやポルトガルより遅れてようやく絶対王権が安定期を迎えた16世紀半ばのイギリスでは、1551年にセバスチャン・カボット、ヒュー・ウィロビー卿、リチャード・チャンセラーが、スカンジナビア沖を通りロシアへ至る貿易路や中国へ至る北東航路開拓を目指し「新しい土地への冒険商人会社」（Company of Merchant Adventurers to New Lands）を組織した。これは1555年、最初の勅許会社である「モスクワ会社」へと発展した。ヒュー・ウィロビー卿らは1553年に自らロシアへ向かう探検隊を組織して船出したが、船団は嵐ではぐれ、ウィロビーの船はラップランドへ引き返したもののそこで全員が凍死してしまい全滅した。副官チャンセラーの船は白海に逃げ込み、陸路と河川でモスクワへ向かった。チャンセラーらはツァーリ・イヴァン4世に謁見することができた。チャンセラーは1555年再度ロシアへ航海し中国への航路を探るものの、1556年にイギリスへ戻る際に乗艦が難破し落命した。モスクワ会社はアルハンゲリスク経由のモスクワ国家との貿易を独占する傍ら、17世紀初頭にはヘンリー・ハドソンらを北極点やシベリア沖に向かわせた。しかし夏でも氷の漂う北極海に阻まれ、ノヴァヤゼムリャより先の航路を見つけることが困難と分かったため、以後は北西航路の探検に重点が置かれた。
特筆すべき北東航路探検は、オランダ人航海士ウィレム・バレンツによる1596年の航海である。彼らはノルウェーの北方沖でスヴァールバル諸島とビュルネイ島を発見し、ノヴァヤゼムリャの北端を回ってカラ海に入った。しかしノヴァヤゼムリャ北東岸の越冬地で船が氷に閉じ込められ脱出できず、一行は翌年夏に船を捨てボートで南に向かった。多くはロシア本土に辿り着き生還したものの、バレンツはノヴァヤゼムリャで落命した。バレンツのスピッツベルゲン島発見と、その周辺海域のクジラの大量生息の確認により、これ以後オランダとイギリスの船団による北極海での捕鯨競争が繰り広げられた。イギリス船団の主な運営者はモスクワ会社で、捕鯨船や私掠船などを北極海に送ってオランダ船から獲物を横取りする活動を繰り広げた。戦争一歩手前の激しい捕鯨競争は、1618年にスピッツベルゲンの分割と沿岸海域での捕鯨独占権の相互承認で一段落している。しかし1630年代後半にはスピッツベルゲンのクジラは枯渇しはじめ、以後の捕鯨の舞台は北極海からグリーンランドなどの北大西洋へ移っていった。
ロシアはイギリスやオランダが北極海に進出してシベリアへ浸透し勢力を確立することを恐れ、1619年に死罪をもってマンガゼヤ航路の航行を禁じた。航路の閉鎖後ポモールの交易活動は停滞し、マンガゼヤの町も1662年の大火の後に放棄された。

### 東シベリア沖の探検
17世紀、ポモールに代わってコサックが、毛皮を求めシベリア内陸水路を伝って東シベリアへ進出した。彼らはレナ川、ヤナ川、インディギルカ川、コルィマ川など大河を下って北極海の河口に至りそこから帆船（氷の多い北極海の航行に適した断面や形状をした「koch」と呼ばれるもの）で別の大河の河口へ航海するという探検を繰り返している。1648年にはセミョン・デジニョフとフェドット・アレクシーヴがコルィマ川河口から東へチュクチ海を進み、チュクチ半島を回って太平洋側のアナディリ川河口へと往復した。これはアジア大陸と北アメリカ大陸が地続きでないことを証明する発見であったが、この功績は長年忘れられたままとなる。

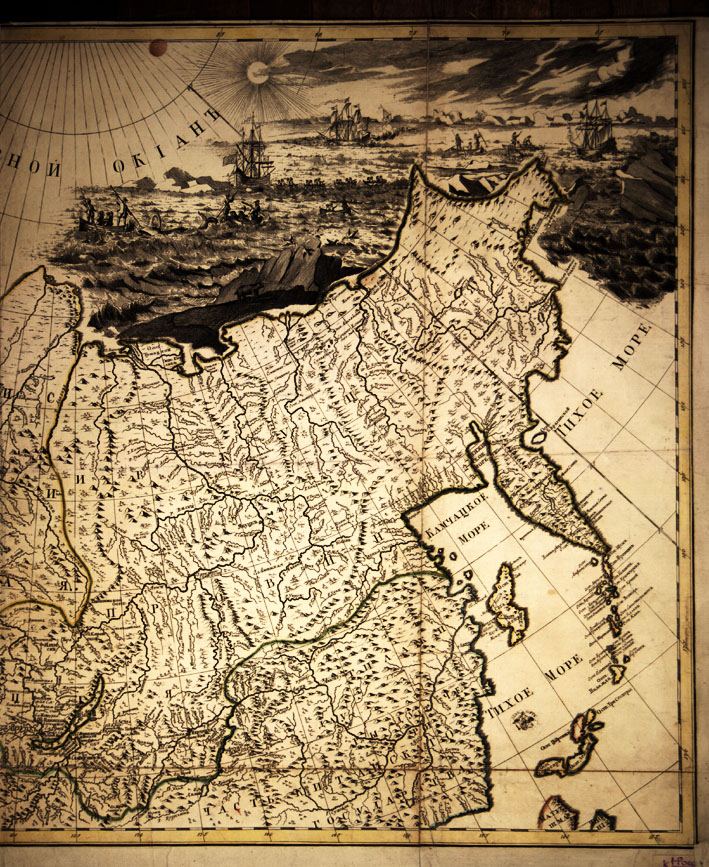
ロシア帝国の地図（部分、1745年）。北極海沿岸の海岸線が判明しつつある時期の地図

18世紀には毛皮を求める冒険商人に加え、地理学・地図学探検を目的とした学者や軍人による北極海探検が始まった。1720年代にはピョートル大帝が命令した「カムチャツカ探検」（大北方探検）と呼ばれる大きな探検計画が始まった。デジニョフの航海から80年後の1725年から1730年にかけて、デンマーク生まれのロシア海軍軍人ヴィトゥス・ベーリングが聖ガヴリール号（Sviatoy Gavriil）でデジニョフとは逆向きに東から西へ航海を行った。彼はシベリアを横断しオホーツク海を渡ってカムチャツカ半島に着き、ここで聖ガヴリール号を建造した後、1728年夏に北へ出航してチュクチ海に至り、アジアとアメリカの間に海峡があることを確認した。この海峡は彼の名を採ってベーリング海峡と呼ばれるようになった。またデジニョフが確認していた海峡中央部の島もベーリングが再発見し、ダイオミード諸島と名づけた。
第2回カムチャツカ探検は1733年から1743年にかけて行われた。ベーリングと副官アレクセイ・チリコフは聖ピョートル号と聖パーヴェル号の二隻でアメリカ大陸を目指した。二隻は嵐ではぐれ別行動をとり、聖ピョートル号のベーリングたちは最初にアラスカ海岸を視認したヨーロッパ人となり、聖パーヴェル号のチリコフたちは最初にアラスカに上陸したヨーロッパ人となった。チリコフはロシアに帰還したが、ベーリングは途中で病没した。
ベーリングとチリコフとは別に、第2回カムチャツカ探検には他のロシア海軍軍人も参加した。セミョン・チェリュスキンらは陸路でタイミル半島の海岸を調査し、1742年5月、タイミル半島の最北端の岬に到達した。この岬がユーラシア大陸の最北端で、北東航路の最北端でもあった。彼は北東岬と名付けたが、現在はチェリュスキン岬と呼ばれている。
1764年にはロシアの大科学者ミハイル・ロモノーソフが北東航路探検を計画し、ワシリー・チチャゴフが3隻の艦隊でアルハンゲリスクを出航したが航路発見はならなかった。1785年から1795年にかけて、エカチェリーナ2世の命令で英国海軍軍人ジョセフ・ビリングス（Joseph Billings）とロシア海軍軍人ガヴリール・サリチェフ（Gavril Sarychev）がオホーツク海側から北東航路を探検し東シベリア・アラスカ・アリューシャン列島の詳細な海図を作成した。1820年代にはフェルディナント・フォン・ウランゲル、ピョートル・フョードロヴィチ・アンジュー（Piotr Fyodorovich Anjou）、フョードル・ペトローヴィチ・リトケ（Fyodor Petrovich Litke）らが東シベリア沿岸を調査し、1830年代にも調査活動が行われた。

### ヴェガ号の航海成功と航路の商業利用

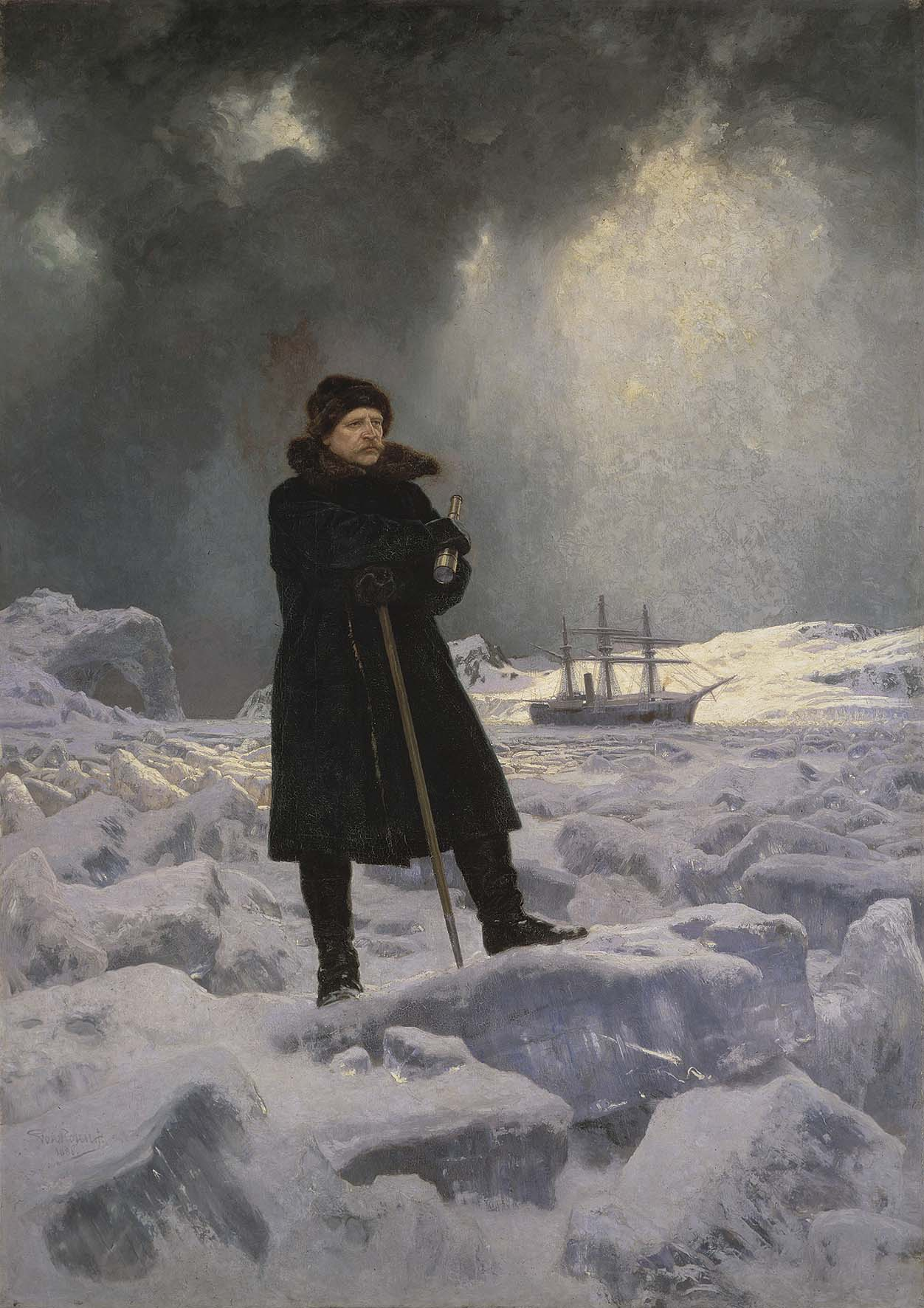
アドルフ・エリク・ノルデンショルド

これらの結果、19世紀半ばには北極海側の海岸線の形が判明し、北東航路は未知の陸地に阻まれておらずヨーロッパ側からアジア側まで通して航海できることが確認された。しかしタイミル半島付近は緯度も高く夏でも流氷が多い上、何年も融けず大きくなった多年氷が行く手を阻む。しかもエニセイ川やレナ川など世界有数の大河から淡水が流入する東シベリア沖は流氷形成も盛んである。よって航行は困難だった。
実際に北東航路を通しての航海に成功したのは、スウェーデン系フィンランド人のアドルフ・エリク・ノルデンショルドであった。彼は1878年、蒸気船ヴェガ号でストックホルムからイェーテボリを経由し出港し、途中ベーリング海で流氷に閉ざされ越冬したが、翌夏に脱出し1879年9月に横浜へ入港した。1880年4月24日にストックホルムに帰港したヴェガ号は、大勢の市民と花火による大歓迎を受けた。逆に東から西へ向かう航海は、1915年にロシアのボリス・ヴィリキツキー（Boris Vilkitsky）が成功させている。
ノルデンショルドの航海成功の前年、カラ海を経由してシベリアの農産物をヨーロッパ・ロシアへ運ぶという商業航路開拓（カラ探検）が始まった。1877年から1919年までに122隻が挑んだが、多数が難破し成功したのは75隻のみで、運べた貨物もわずか55トンであった。1911年からは、ウラジオストクからコルィマ川河口に向かう蒸気船が年に1回運航するようになった。
19世紀末から20世紀はじめにかけて北東航路に挑んだ探険家たちは、ノルデンショルドも含め、科学研究や地図製作が動機だった。アメリカ海軍のジョージ・W・デロングは北極点に向かう途中、1881年に北東航路の東シベリア北方沖で船を氷に押しつぶされ遭難した。フリチョフ・ナンセンも北極点探検の過程で北東航路に来てゼムリャフランツァヨシファを経由している。ステパン・マカロフは1899年と1901年にロシア海軍の北極探検を指揮し、このために世界最初の砕氷船「イェルマーク」を造らせた。ロアール・アムンセンは南極点到達後、1918年から1925年にかけて北東航路（北方航路）を西から東へ横断し、北極点に挑んだほか極地の調査研究を行っている。

### ロシア革命後
無線通信、蒸気船、砕氷船の発明により北極海航路は通航可能な海となった。1917年のロシア革命により誕生したソビエト連邦は当初世界から孤立し、北極海航路の利用が避けられなくなった。北極海航路はヨーロッパ・ロシアとソ連極東を結ぶ最短航路であるだけでなく、ソ連の内水を通る唯一の長距離航路であり、対立する国の領域内を通る他の航路の代替となりえたからである。
北極海航路を管理するソ連の政府機関・北極海航路管理局（略称：グラヴセヴモルプーチ、Glavsevmorput）は1932年にオットー・ユリエヴィッチ・シュミット（Otto Yulievich Schmidt）を長官として設立され、北極海航路の航行や北極海の港湾建設などを監督した。1932年夏、オットー・ユリエヴィッチ・シュミット率いるソ連の探検隊は、砕氷船シビリャコフに乗ってアルハンゲリスクからベーリング海峡へ向かい、史上初めて越冬せずに一夏で北極海航路を横断した。シュミットの探検隊は1933年には蒸気船チェリュースキンを使って、史上初めて砕氷船を伴わずに北極海航路を横断する航海に挑むためムルマンスクからベーリング海へと出発したが、9月にベーリング海の入口で氷に閉じ込められ翌年2月に沈み、乗組員は氷原で越冬することを余儀なくされ、春になって航空機で救援された。しかしこの探検によって砕氷船でなくとも北極海航路を横断できるめどが立った。1934年のさらなる試験航海を経て、1935年には北極海航路は正式に開通し商業利用に供された。翌年、ソ連海軍のバルチック艦隊の一部が北極海航路を移動し、日本軍との衝突が予想されていた太平洋沿岸地域へ回航された。

### 再起

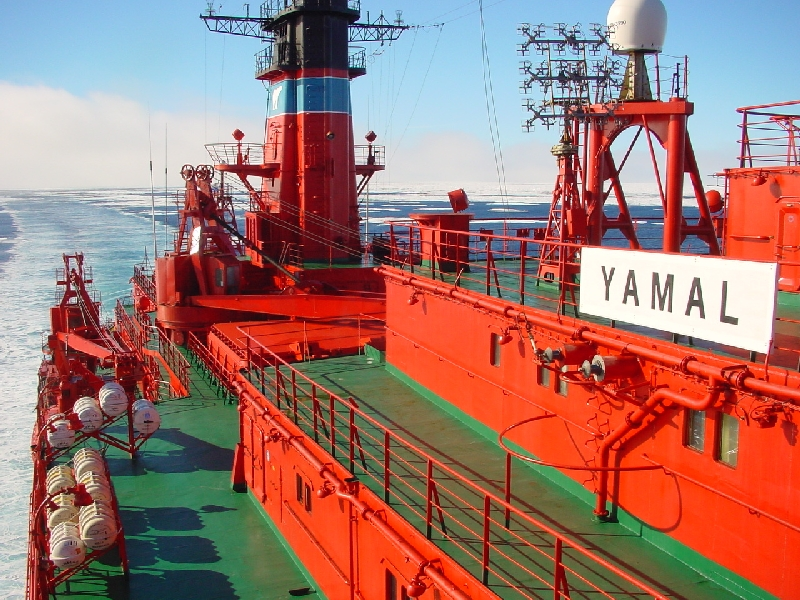
原子力砕氷船ヤマル号

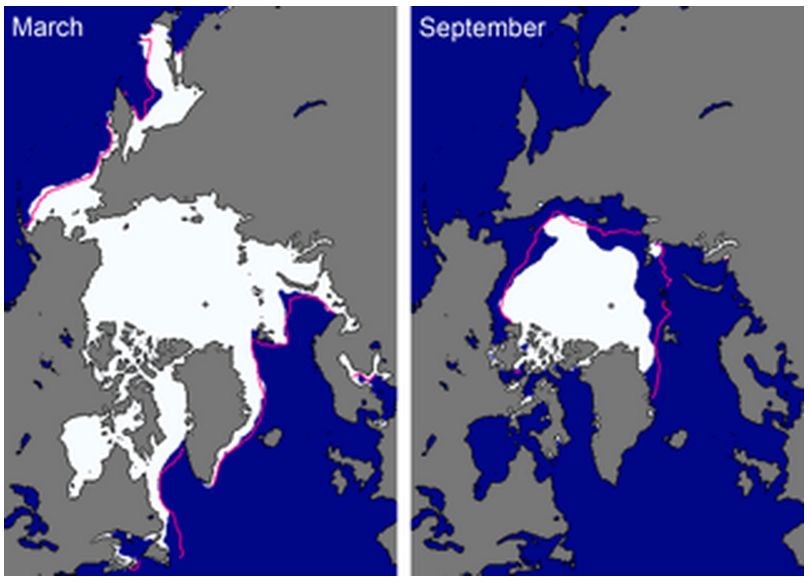
2013年の海氷の状況

ソ連時代は「レーニン」などの原子力砕氷船が北極海航路に就航し活躍したが、ソビエト連邦の崩壊後のロシア経済の混乱と北極海航路利用の必然性の消失により、1990年代を通して北極海航路の商業利用は衰退し続けた。多少なりとも定期航路と呼べる航路は、ムルマンスクとエニセイ川河口のドゥディンカを結ぶロシア西部の航路と、ウラジオストクとチュクチ半島のペヴェク（ペベク）を結ぶ極東の航路のみである。ドゥディンカとペヴェクの間にはティクシなどの港が建設されていたが、冷戦後はほとんど寄港する船がない状態である。
しかし、地球温暖化による北極海の氷の減少により、距離も短く、不安定な中東にあるスエズ運河や海賊の多いアデン湾・マラッカ海峡を通らない北極海航路に注目が集まっている。
2005年と2008年には夏の数週間、北極海航路から氷が消え北極海航路が開通していたことが観測されている。ロシアのウラジーミル・プーチン首相は2011年、冷戦後荒廃状態にある北極海航路を再建し、世界的動脈へと整備するよう当局に指示しており、2012年には商業航行法典を改正して北極海航路の安全航行のための組織や施設の整備を行うこととなった。これに基づき、2013年4月には北極海航路の管理・運営を担当する政府機関として、北極海航路局が設置された。
2012年冬から日本のタンカーが断続的に北極海航路を利用したほか、日本が持たない砕氷調査船を持つ中国や韓国も航路開拓を熱心に進めており、2013年には中国がコンテナ船の航行を成功させた。
ロシアが北極海航路の活用を期待しているのは石油や天然ガスの輸送、特にヤマル半島にあるロシアのみならず世界でも最大級のガス田であり、そのガス田開発プロジェクトであるヤマルLNGは2014年クリミア危機からの西側諸国の経済制裁で資金不足に陥るも中国企業との提携で問題は解決され、中国企業はロシア企業に次ぐ株主となった。
2014年7月、商船三井は、ヤマル半島で生産されるLNGを北極海航路を使ってヨーロッパやアジアに輸送すると発表した。アジア方面の路線は夏限定だが、これは北極海航路の大規模な定期路線としては史上初となると同社は説明している。航路は中国海運集団との合弁会社による運航で、すでに大宇造船海洋に対して砕氷タンカーを発注し、将来的には船団を16隻まで増やす。北極海航路の利用により日数は大きく短縮され、ヨーロッパ向けは10日前後で、東アジア向けは18日で到着することになる。
中国海運集団はムルマンスクで埠頭建設に着手し、砕氷タンカーの東アジア側基地をめぐっては、韓国が釜山港整備に取り掛かっているほか、日本でもより北極海や北アメリカに近い釧路港が、国際バルク戦略港湾として日本国政府主導で整備が始まった。2017年9月23日、中国の海運会社COSCOの「tianlu」号（37,994トン）が、北極海航路を使って日本の釧路港に穀物バルク貨物を輸送した。カムチャッカ半島のペトロパブロフスク・カムチャッキーでも、取扱量70万TEU/年のコンテナターミナルが計画され、浚渫工事に着手している。

## 港湾と航路
北極海航路沿岸の港湾のうち、いくつかは年中凍らない不凍港である。西から、コラ半島のムルマンスク、カムチャツカ半島のペトロパブロフスク・カムチャツキー、北海道の釧路港、日本海側のウラジオストクやナホトカが挙げられる。極東のマガダンやワニノなどは冬には流氷が押し寄せる。北極海側の港は7月から10月は使用可能で耐氷船が運航する。またドゥディンカへは年中原子力砕氷船が運航する。2017年、ムルマンスクとペトロパブロフスクカムチャッキーには中国COSCO社によるコンテナ専用埠頭が設置された。同年、ロシア政府は色丹島に関税免除の経済特区を設置した。日本でも30,000TEU対応コンテナ専用埠頭の計画意見が活発化。地理的・状況的に釧路への開設が提言されている。
北極圏では磁気嵐が盛んに起こるため、航海に不可欠な無線通信や衛星測位システムなどが使えなくなる状況も考えられる。また、激しい寒さ、荒れる気候や霧の多さ、海面を漂う流氷も安定した航海を妨げる問題である。東シベリア付近の航路では水深が20mほどの浅さになる部分もあり、スエズマックスやマラッカマックス同様に船舶の大型化が制約されるおそれもある。
同航路沿岸は放射能汚染への懸念がある。ソ連時代には放射性同位体熱電気転換器を使用した無人灯台が多数建設されたが、放射性物質を中に残したまま放置されているものも多い。ノヴァヤゼムリャには核実験場があり、1961年には水素爆弾のツァーリ・ボンバ(RDS-220)を使用して人類史上最大の核実験が行われた。また流氷の衝突により船が損傷し、油流出が起こり大規模な環境破壊が進む恐れもあり、北極海航路を航行する船の安全基準、事故の際の救難体制づくりなどが必要となる。
ロシアは北極海航路の航行について、海洋法に関する国際連合条約第234条では経済水域内の氷に覆われた水域については、環境保護のため、沿岸国が特別な規則を設定することを認めていることを根拠として、ロシア政府に対する事前の届け出と原子力砕氷船・水先案内人による航行支援を義務付けている。国際航路としての利用を増やすには許認可手続き、砕氷船の料金、航路のルール作りなどの透明性確保が必要であり、ロシアの都合により航行が左右されるという不透明さが懸念される。ロシア政府は色丹島に関税ゼロの経済特区を開設後、ウルップ島にも同じ内容の経済特区を開設した。中国は2018年に初の北極政策白書を公表し、一帯一路という国策計画の一環として『氷上のシルクロード』建設を公表し、釧路港を「北のシンガポール港」として位置付け、北極海航路における釧路港の重要性が国際的にも明確となった。
ただし、この航路の一部には大型船舶の運航に制約がある。海氷の少ない期間が比較的長いサニコフ海峡は水深13mの箇所があり、それを避けるには、北極側のノヴォシビルスク諸島北側を迂回する必要がある。北側が通航不可能なら、4,000TEUクラス以上のコンテナ船は通航できない。

## 他航路との距離の比較
| オランダ・ロッテルダムから | オランダ・ロッテルダムから | オランダ・ロッテルダムから | オランダ・ロッテルダムから | オランダ・ロッテルダムから             |
| 目的地                     | 喜望峰経由                 | スエズ運河経由             | 北極海航路経由             | スエズ運河経由より短縮される距離の割合 |
| -------------------------- | -------------------------- | -------------------------- | -------------------------- | -------------------------------------- |
| 日本・横浜                 | 14,448                     | 11,133                     | 7,010                      | 37%                                    |
| 韓国・釜山                 | 14,084                     | 10,744                     | 7,667                      | 29%                                    |
| 中国・上海                 | 13,796                     | 10,557                     | 8,046                      | 24%                                    |
| 香港                       | 13,014                     | 9,701                      | 8,594                      | 11%                                    |
| ベトナム・ホーチミン       | 12,258                     | 8,887                      | 9,428                      | −6%                                    |

## 年間輸送量の推移
北極海航路を経由した年間輸送量は以下の通り(単位：1000tonn):
| 1933 | 1943 | 1953 | 1963 | 1971 | 1981 | 1986 | 1991 | 1996 | 2006 | 2011 | 2013 | 2014 | 2015 | 2016 | 2017   | 2018   | 2019   |
| ---- | ---- | ---- | ---- | ---- | ---- | ---- | ---- | ---- | ---- | ---- | ---- | ---- | ---- | ---- | ------ | ------ | ------ |
| 130  | 289  | 506  | 1264 | 3032 | 5005 | 6455 | 4804 | 1800 | 1956 | 3111 | 3930 | 3982 | 5392 | 7265 | 10 691 | 18 000 | 30 000 |